# Nyamibembe
Nyamibembe är ett vattendrag i Burundi.   Det ligger i provinsen Ruyigi, i den centrala delen av landet, 120 km öster om huvudstaden Bujumbura.
I omgivningarna runt Nyamibembe växer huvudsakligen savannskog. Runt Nyamibembe är det ganska glesbefolkat, med 42 invånare per kvadratkilometer.